# Turul Flandrei 2023
Turul Flandrei 2023 a fost cea de a 107-a ediție a cursei clasice de ciclism Turul Flandrei, cursă de o zi. S-a desfășurat pe data de 2 aprilie 2023 și face parte din calendarul UCI World Tour 2023. Distanța totală a cursei a avut 272,5 de kilometri.

## Echipe participante
Întrucât Turul Flandrei este un eveniment din cadrul UCI World Tour 2023, toate cele 18 echipe UCI au fost invitate automat și obligate să aibă o echipă în cursă. Șapte echipe profesioniste continentale au primit wildcard.

### Echipe UCI World
| - AG2R Citroën Team - Alpecin–Deceuninck - Arkéa-Samsic - Astana Qazaqstan Team - Bora–Hansgrohe - Cofidis - EF Education–EasyPost - Groupama–FDJ - Ineos Grenadiers - Intermarché–Circus–Wanty - Movistar Team | - Soudal Quick-Step - Team Bahrain Victorious - Team DSM - Team Jayco–AlUla - Team Jumbo–Visma - Trek-Segafredo - UAE Team Emirates |  |

### Echipe continentale profesioniste UCI
| - Bingoal-WB - Israel–Premier Tech - Lotto–Dstny - Q36.5 Pro Cycling Team | - Team Flanders–Baloise - Team TotalEnergies - Uno-X Pro Cycling Team |  |

## Rezultate
Rezultate oficiale
| Loc | Concurent            | Echipă                  | Timp       |
| --- | -------------------- | ----------------------- | ---------- |
| 1   | Tadej Pogačar        | UAE Team Emirates       | 6h 12' 07" |
| 2   | Mathieu van der Poel | Alpecin–Deceuninck      | +16"       |
| 3   | Mads Pedersen        | Trek-Segafredo          | +1' 12"    |
| 4   | Wout van Aert        | Team Jumbo–Visma        | +1' 12"    |
| 5   | Neilson Powless      | EF Education–EasyPost   | +1' 12"    |
| 6   | Stefan Küng          | Groupama–FDJ            | +1' 12"    |
| 7   | Kasper Asgreen       | Soudal–Quick-Step       | +1' 12"    |
| 8   | Fred Wright          | Team Bahrain Victorious | +1' 12"    |
| 9   | Matteo Jorgenson     | Movistar Team           | +1' 19"    |
| 10  | Matteo Trentin       | UAE Team Emirates       | +2' 49"    |

## Legături externe
- Site web oficial